# Queensland Rail
Queensland Rail, também conhecida como QR, é uma operadora ferroviária em Queensland, Austrália. É propriedade do Governo de Queensland e opera serviços urbanos, suburbanos e de longa distância de passageiros. Além disso, também possui e mantém dcerca de 8000 quilômetros de ferrovias em Queensland, que também são usados por outras empresas que operam trens de carga.

## Serviços

### Rede urbana

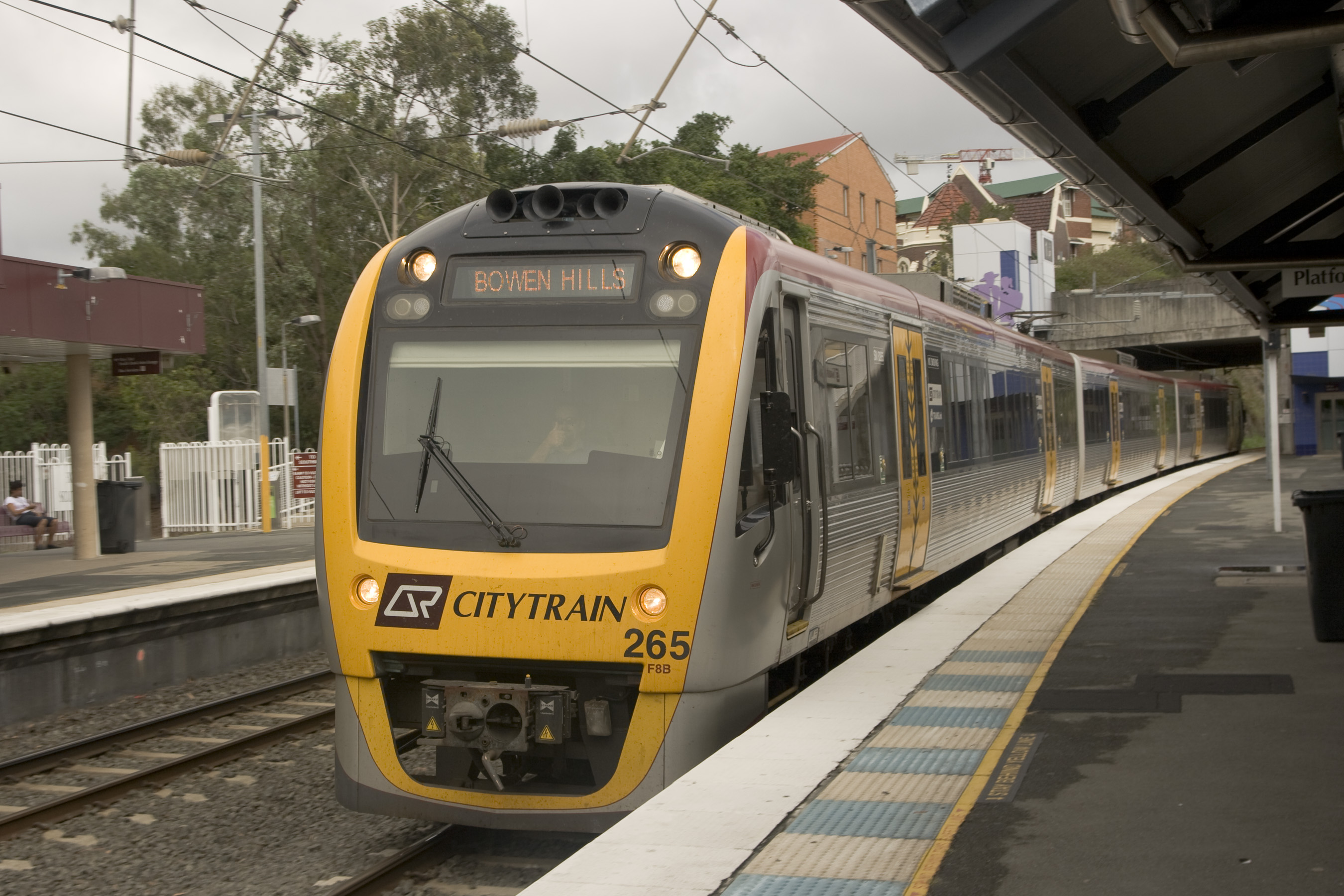
Composição na estação South Bank da rede urbana da Queensland Rail

Queensland Rail, em parceria com a TransLink, fornece serviços urbanos e interurbanos de passageiros no sudeste de Queensland, todos a partir da cidade de Brisbane. Estes serviços operam em 12 linhas e 152 estações e usam TUE (trem unidade elétrico).
Devido à baixa procura, algumas linhas, como a linha de Pikenba, foram fechadas e substituídas por rotas de ônibus, os RailBus. Durante alguns momentos do dia, os trens das linhas de Sunshine Coast e Doomben também são substituídos por RailBus.

### Serviços de longa distância
Queensland Rail também opera 5 serviços ferroviários de passageiros de longa distância no estado de Queensland, que servem a maior parte da costa do estado e partes do interior. O Tilt Train opera um serviço diário, enquanto as outras rotas operam somente alguns serviços por semana. Os serviços são:
- Tilt Train: de Brisbane para Rockhampton/Bundaberg (630km - 7hs30min / 351km - 4hs30min)[5]
- Spirit of Queensland: de Brisbane para Cairns (1681km - 24hs)[6]
- Spirit of the Outback: de Brisbane para Longreach (1325km - 26hs)[7]
- The Inlander: de Townsville para Mount Isa (977km - 21hs)[8]
- The Westlander: de Brisbane para Charleville (777km - 17hs)[9]

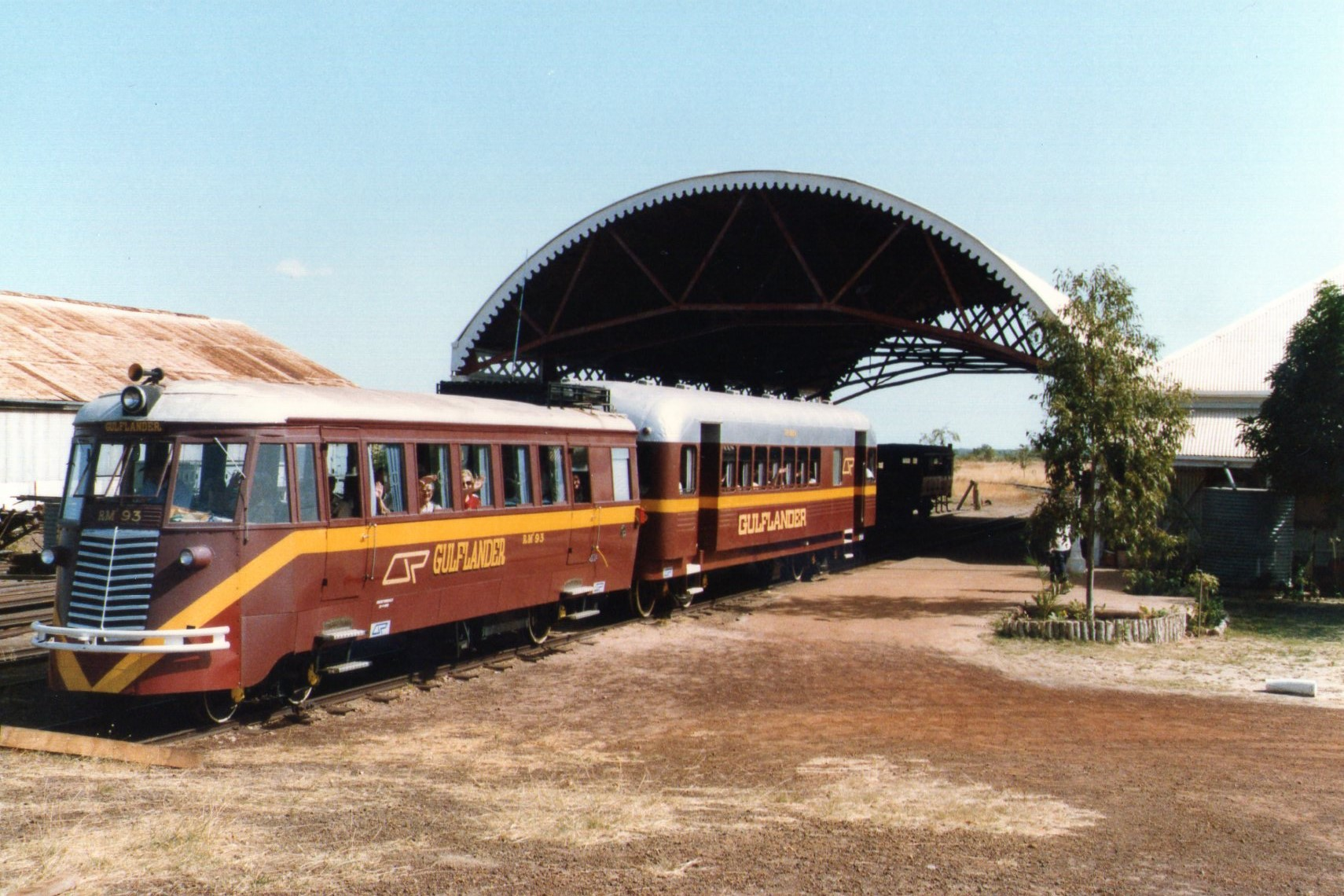
The Gulflander na estação Normanton em 1991

Em 2011/12, 795,000 viagens de passageiros foram feitas nesses serviços. Em 2007/08, o subsídio para o Spirit of Queensland (Brisbane-Cairns) foi de AU$130 milhões, ou seja, AU$900 por passageiro. Ele ainda foi menor do que anos anteriores, como em 2001/02, onde o subsídio foi de AU$270 milhões.

### Serviços turísticos
Queensland Rail opera estes trens turísticos:
- Kuranda Scenic Railway: de Cairns para Kuranda (34km - 1h45min)[13]
- The Gulflander: de Normanton para Croydon (152km - 5hs)[14]